# 13 Reasons Why (3.ª temporada)
A terceira temporada da série de televisão de drama adolescente americano, 13 Reasons Why, baseada no romance homônimo de Jay Asher e desenvolvida por Brian Yorkey foi anunciada em 6 de junho de 2018 e estreou na Netflix em 23 de agosto de 2019 em todo o mundo, contando com 13 episódios.
Situado oito meses após o final da temporada anterior, Bryce Walker foi assassinado forçando Clay, a descobrir a verdade. No entanto, a investigação ameaça expor os segredos mais sombrios dos estudantes de Liberty High.
A temporada é a primeira da série a não apresentar Katherine Langford como Hannah Baker, a atriz confirmou que não estaria no programa após a segunda temporada. No entanto, também introduz uma nova personagem chamada Ani Ochola, interpretada por Grace Saif. A temporada foi universalmente recebida por críticas negativas, tanto dos críticos quanto do público.
No dia 1 de agosto de 2019 a Netflix divulgou um trailer misterioso envolvendo os personagens, juntamente com um anúncio de que os episódios seriam disponibilizados na plataforma no dia 23 de agosto. Também foi informado que a série havia sido renovada para a quarta e última temporada, com previsão de lançamento para 2020.

## Enredo
A terceira temporada começa oito meses após o final da segunda temporada. Clay e seus amigos estão lutando para lidar com o encobrimento da tentativa de massacre de Tyler no Baile da Primavera, ajudando-o a se recuperar. No entanto, as tensões amargas atingem um ponto de ebulição durante a festa de boas-vindas da Liberty High, o que resulta no assassinato de Bryce Walker. Os estudantes da Liberty High são mais uma vez forçados ao microscópio, já que a investigação da morte de Bryce ameaça expor seus mais obscuros segredos.

## Elenco e personagens
| - Dylan Minnette como Clay Jensen - Grace Saif como Amara-Watt Anisia "Ani" Achola - Christian Navarro como Tony Padilla - Alisha Boe como Jessica Davis - Brandon Flynn como Justin Foley - Justin Prentice como Bryce Walker - Miles Heizer como Alex Standall - Brenda Strong como Nora Walker - Amy Hargreaves como Lainie Jensen - Ross Butler como Zach Dempsey - Devin Druid como Tyler Down - Timothy Granaderos como Montgomery de la Cruz | - Mark Pellegrino como Bill Standall - Steven Weber como Gary Bolan - RJ Brown como Caleb - Bex Taylor Klaus como Casey Ford - Tyler Barnhardt como Charlie St. George - Austin Aaron como Luke Holliday - Bryce Cass como Cyrus - Wilson Cruz como Dennis Vasquez - Michele Selene Ang como Courtney Crimsen - Anne Winters como Chlöe Rice - Deaken Bluman como Winston Williamsz | - Kate Walsh como Olivia Baker - Derek Luke como Kevin Porter - Jake Weber como Barry Walker |

## Episódios
| N.º na série | N.º na temp. | Título original (Título no Brasil) | Dirigido por      | Escrito por | Lançamento           |
| --- | ------------ | --- | ----------------- | --- | -------------------- |
| 27 | 1            | "Yeah. I'm the New Girl" "(Sim, eu sou a garota nova)" (BR)                                                                                             | Michael Morris    | Brian Yorkey | 23 de agosto de 2019 |
| Flashbacks: Na noite de Spring Fling, Clay e Tony ajudam Tyler a fugir e se livrar das armas, enquanto Justin, Zach e Cyrus os cobrem com a polícia. No dia seguinte, Clay faz uma programação do grupo monitorando Tyler e ajudando-o a voltar para si mesmo, embora Zach se recuse a participar. Na escola naquele dia, Courtney faz com que Clay faça um tour pela escola para uma nova aluna transferida, Ani Achola, com quem ele forma um ligeiro vínculo e apresenta a seus amigos. Mais tarde, durante uma reunião do conselho estudantil, Jessica culpa os atletas por serem a causa dos problemas na escola. Ani, inspirada por isso, sugere que Jessica concorra à presidência, com a qual Jessica concorda, também se tornando sua amiga. Presente: Clay é trazido da escola para a delegacia e questionado pelo delegado Standall sobre o desaparecimento de Bryce Walker. O diretor Bolan repreende Jessica por uma revolta que ocorreu no jogo de boas vindas. Clay diz aos outros que Bryce está desaparecido, colocando alguns deles no limite. Suspeito: Clay Jensen por causa de sua trava de bicicleta encontrada no quarto de Bryce. |              | |                   | |                      |
| 28 | 2            | "If You're Breathing, You're a Liar" "(Se você está respirando, está mentindo)" (BR)                                                                    | Michael Morris    | Allen MacDonald | 23 de agosto de 2019 |
| Flashbacks: Chloe deixa de frequentar a Liberty High School. Ela decidiu sair logo após o Spring Fling, quando disse para Jessica que estava grávida do Bryce. Chloe nunca contou sobre sua gravidez para Bryce, mas ela contou para Zach. Zach se oferece para criar o bebê junto com ela, mas Chloe diz que quer fazer um aborto. Ani consola Bryce após seu rompimento com Chloe. Bryce foi conversar com alguns dos jogadores de futebol da Hillcrest. Ele pensou que estava inturmando, mas esse não era o caso. Um jogador que parecia se dar bem com Bryce de repente o lembra que o time não quer amizade com um estuprador. Presente: Bryce ainda está desaparecido e toda a escola está no limite. Clay percebe que Zach está usando o pé de coelho da sorte que Chloe deu a ele meses atrás. Clay suspeita de Zach e seus motivos e decide investigar o relacionamento entre Chlöe e Zach. Ani entra no quarto de Bryce e encontra um bloco de notas. Ainda há a impressão de palavras, e usando um lápis para sombrear as palavras, Ani descobre que Bryce estava escrevendo uma carta para Jessica. Policiais puxam um corpo para fora do rio, o corpo é de Bryce. Suspeito: Zach Dempsey por causa do presente que Chlöe deu a ele. |              | |                   | |                      |
| 29 | 3            | "The Good Person Is Indistinguishable from the Bad" "(Não dá para diferenciar uma pessoa boa de uma má)" (BR)                                           | Jessica Yu        | Hayley Tyler | 23 de agosto de 2019 |
| Flashbacks: Jessica fala com Ani sobre o sexo ruim que estava tendo com Alex (seu namorado na época). Ani diz para Jessica comprar alguns vibradores e explorar o sexo dessa maneira, Jess seguiu o conselho e admite que estava fantasiando com alguém ruim para ela. Ani e Clay presumem que a pessoa de quem Jessica estava falando era Bryce, mas na verdade era o Justin. Ani viu Jessica confrontar Bryce, após o julgamento, para lhe dizer que ela está indo muito bem, apesar de ele ter quebrado algo nela quando ele a estuprou. Bryce admite que as coisas foram "longe demais" com ela, Hannah e várias outras. Presente: Todos na Liberty High School ficam sabendo sobre a morte de Bryce. Clay e Ani ainda querem descobrir quem realmente queria matar Bryce. Eles param de suspeitar de Zach e voltam seu foco para Jess, já que ela é uma das pessoas com a maior motivação para querer ele morto. Como Ani sabe que Bryce escreveu para Jessica uma carta antes de morrer, ela suspeita que talvez Jessica tenha tido uma forte reação à carta e considera que talvez Jess o tenha matado por causa disso. Suspeito: Jessica Davis por causa da carta que Bryce escreveu para ela. |              | |                   | |                      |
| 30 | 4            | "Angry, Young and Man" "(Nervoso, jovem e homem)" (BR)                                                                                                  | Jessica Yu        | Thomas Higgins | 23 de agosto de 2019 |
| Flashbacks: Tyler exige que Monty peça desculpas a ele pelo abuso sexual, Monty fala para Tyler que tudo o que acontece é porque Bryce quer. Tyler acredita que Bryce é o culpado, já que Monty faz o que Bryce pede. Ele vai encontrar Bryce, que está em um quarto de motel, assistindo pornô e fumando. Ele aponta uma arma para Bryce, mas Bryce conversa com ele e diz que Monty ficou desonesto há alguns meses e que ele não tem mais controle sobre ele. Bryce diz para Tyler que ele pode muito bem matá-lo, porque ele não pode recomeçar e que ninguém sentiria sua falta. Tyler hesita e decide não atirar em Bryce. Presente: Clay vai até a casa de Tyler para procurar a arma. Clay encontra fotos do corpo de Bryce no laptop de Tyler e fica apavorado. Tyler explica rapidamente que não é o que parece, e que foi ele quem acabou por encontrar Bryce no rio, dessa maneira ele fez uma ligação anônima para a polícia. A razão pela qual ele estava no rio em primeiro lugar era porque Tyler queria se matar. Então, quando viu o corpo de Bryce, percebeu que não queria morrer. É revelado que Bryce não foi baleado, mas sim espancado. Suspeito: Tyler Down porque ele ainda tem uma arma. |              | |                   | |                      |
| 31 | 5            | "Nobody's Clean" "(Ninguém está limpo)" (BR) | Bronwen Hughes    | Trevor Martins Smith | 23 de agosto de 2019 |
| Flashbacks: Alex começou a tomar esteróides. Ele tinha insegurança após o rompimento de seu relacionamento com Jessica, depois que ela revelou que não estava atraída por ele. Alex vai até Bryce, que lhe dá o desconto de "amigos e família". Eles lentamente constroem uma pseudo amizade, onde Bryce apresenta Alex à cocaína e garotas de programa. Bryce leva Monty para uma festa. Lá Monty e Winston trocam olhares imediatamente. Mais tarde, Monty procura o banheiro e encontra Winston deitado no chão de um quarto. Winston vê Monty, tranca a porta e o beija, logo depois os dois tem relações sexuais. No final da festa Monty espanca Winston na frente dos convidados por se recusar a se declarar gay. Bryce convida Alex para ir ajudá-lo a destruir a casa de seu pai como vingança por deixar sua mãe e expulsar o expulsar. Eles vão destruir as coisas e acidentalmente entram na casa errada. Uma criança os vê e Bryce o ameaça dizendo: "Fale, e você morre." O garoto faz xixi nas calças e começa a chorar. Alex diz a Bryce que ele é uma pessoa horrível e sua pseudo amizade termina abruptamente. Presente: Clay e Ani começam a investigar Alex. Eles olham pelo telefone dele e Clay acaba tendo uma conversa estranha com Melody, uma garota de programa. Eles também vêem que Alex deixou de pagar a Bryce US $ 100 a US $ 200 e supõem que Bryce estava chantageando Alex (quando na verdade era apenas ele ajustando o preço do esteróide com o desconto de amigos que ele originalmente oferecia). Alex revela tudo a Clay e Ani sobre a sua pseudo amizade com Bryce e como ela terminou para afirmar sua inocência. Suspeito: Alex Standall por causa dos esteróides encontrados no carro de Bryce. |              | |                   | |                      |
| 32 | 6            | "You Can Tell the Heart of a Man by How He Grieves" "(Você conhece um homem pelo seu jeito de sofrer)" (BR)                                             | Bronwen Hughes    | Mfoniso Udofia | 23 de agosto de 2019 |
| Flashbacks: A família de Tony é levada pelo imigração. Ele vendeu seu carro a Bryce para pagar por advogados para ajudá-los, mas, apesar do esforços sua família é deportada para o México. Barry deixou Nora e Bryce e imediatamente comprou uma casa na rua com sua nova namorada. Ele não se importava em ter nenhum contato contínuo com Bryce ou sua ex-esposa. Bryce invade a casa verdadeira de seu pai e bagunça todo o lugar, levando Barry a ter uma briga intensa com seu filho. Bryce se recusa a pagar por qualquer dano e lembra seu pai de Caitlin. Caitlin é meia-irmã de Bryce, fruto de um caso secreto. Nora acalma Bryce e diz a ele que eles precisam seguir em frente. Presente: No funeral de Bryce, Zach e Justin não sabem ao certo como podem lamentar seu ex-amigo depois de tudo o que ele fez e se sentem culpados por estarem tristes. Nora Walker, mãe de Bryce, também parece estar em conflito sobre como se sentir. Barry Walker, pai de Bryce, apenas usa o funeral como uma oportunidade social para receber convidados, ele parece não sentir pesar pela morte do filho. Clay suspeita de Barry. Tony é levado para interrogatório na delegacia, onde o delegado Standall pergunta a ele o quão bem ele conheceu Bryce Walker e se ele ficará triste ou não, por conta do funeral de Bryce estar acontecendo no momento. Tony diz que realmente não conhecia Bryce e que não ficará particularmente triste porque sofreu algo "muito pior". Suspeitos: Tony Padilla por causa de seu Mustang estar na garagem de Bryce; Barry Walker por causa da filha que ele esconde. |              | |                   | |                      |
| 33 | 7            | "There Are a Number of Problems with Clay Jensen" "(Clay Jensen tem vários problemas)" (BR)                                                             | Kevin Dowling     | Julia Bicknell | 23 de agosto de 2019 |
| Flashbacks: A amizade de Clay e Ani começa a florescer quando eles descobrem que ambos gostam uma história em quadrinhos de ficção científica. Ani faz Clay ir com ela para uma convenção de cosplay. Uma tarde, no quarto de Clay, Ani manda Clay tirar a roupa para que ela pudesse fazer as medições dele. Ela então tira a roupa e pede a Clay que faça o mesmo por ela. Mais tarde, Clay deixa Ani na casa dela e Ani o beija. Enquanto Ani estava se aproximando de Clay, ela estava saindo com Bryce e fazendo sexo com ele. Presente: Os policiais descobrem uma calcinha com o sangue de Ani e o sêmen de Bryce no quarto de Bryce. A polícia leva Clay e Justin para um interrogatório, depois de ver as imagens do lado de fora da casa de Bryce onde Clay está apontando uma arma para Bryce. Clay nega ter machucado Bryce, e Justin insiste que Clay não faria nada. Os policiais presumem que Clay descobriu sobre o relacionamento de Ani e Bryce, o que o levou a matá-lo após o jogo. Clay diz que não tinha ideia do relacionamento e, portanto, não poderia ter ficado com ciúmes. Suspeitos: Clay Jensen por causa das imagens de segurança de Clay apontando uma arma para Bryce; e Ani Achola por causa de sua calcinha ser encontrada no quarto de Bryce. |              | |                   | |                      |
| 34 | 8            | "In High School, Even on a Good Day, It's Hard to Tell Who's on Your Side" "(Na escola, mesmo num dia bom, é difícil dizer quem está do seu lado)" (BR) | Kevin Dowling     | Felischa Marye | 23 de agosto de 2019 |
| Flashbacks: Bryce faz seções de terapia com o ex-conselheiro da Liberty High School, Sr. Porter. Presente: Clay descobre que Ani suspeita que ele foi o assassino de Bryce. Clay tem uma carta, onde Nora admite odiar Bryce. Kevin Porter, o ex-conselheiro, é trazido para a Liberty para ajudar a polícia a entrevistar os alunos sobre o possível envolvimento de Clay no assassinato de Bryce. O Sr. Porter chama os alunos um por um para ver se eles vão falar sobre a instabilidade de Clay. Todos defendem Clay e seu incidente com Bryce dizendo que Clay realmente se importa com as pessoas. Ani reconhece o Sr. Porter, ele era conselheiro particular de Bryce. Ani analisa as coisas de Bryce e encontra o diário de Bryce, que ela entrega para Clay, que por sua vez o entrega ao Sr. Porter, onde ele explica que Bryce realmente estava tentando mudar, em parte para uma garota. Clay também descobre que a carta que ele encontrou foi escrita pelo próprio Bryce durante um exercício de terapia com Porter. Suspeitos: Kevin Porter porque ele tem o mesmo caderno que Bryce; Nora Walker por causa da carta dizendo odiar Bryce |              | |                   | |                      |
| 35 | 9            | "Always Waiting for the Next Bad News" "(Sempre esperando pelas próximas más notícias)" (BR)                                                            | Aurora Guerrero   | M.K. Malone | 23 de agosto de 2019 |
| Flashbacks: Justin é preso por uso de drogas. Ele acaba chamando Bryce para tirá-lo da cadeia. Bryce fica sabendo sobre o problema de Justin com Seth, então ele paga US $ 5.000 a Seth para deixar Justin em paz. Bryce também dá oxicodona para Justin para ele diminuir a heroína. Presente: Clay fala com Justin sobre o frasco de oxicodona que ele encontrou no frasco de creme de barbear de Justin. Justin diz que ele pegou do quarto de Bryce e foi uma única vez e que foi durante o funeral de Bryce, porque ele não sabia como lidar com sua dor. Clay foi oficialmente nomeado como suspeito de ter matado Bryce. Um repórter chegou a aparecer no Monet's para fazer perguntas a Clay, mas Justin corre em sua defesa. Justin conta toda a verdade para Clay, e ele acha que é o motivo de Bryce estar morto — por envolvê-lo com Seth. Justin recebeu um texto no dia em que o corpo de Bryce foi encontrado dizendo: "Eu vou te buscar em seguida". Clay, Justin e Ani decidem procurar evidências na casa de Seth para provar que ele é o assassino. Suspeitos: Justin Foley porque ele tem a caixa de Oxicodona de Bryce, Seth Massey porque ele tem o relógio de Bryce. |              | |                   | |                      |
| 36 | 10           | "The World Closing In" "(O cerco está fechado)" (BR) | Aurora Guerrero   | História por : Rohit Kumar & Allen MacDonald & Thomas Higgins & Hayley Tyler Roteiro por : Allen MacDonald & Thomas Higgins & Hayley Tyler & Brian Yorkey | 23 de agosto de 2019 |
| Flashbacks: Clay vai pedir para Ani o acompanhe no baile de boas vindas, com flores e tudo. Bryce está na garagem e vê Clay chegando, ele tira sarro de Clay. Clay ameaça Bryce e diz que se ele tocar em Ani, ele o matará. No dia seguinte, Bryce pergunta a Ani se ela está vendo Clay e ela diz que não. Bryce diz que sente falta e precisa dela, mas Ani o afasta. Tony faz Bryce ouvir as fitas de Hannah, ele tem uma reação de choque quando as ouve. Ele quer conversar com a mãe de Hannah para pedir desculpas por machucá-la, então ele vai encontrar Olivia no saguão do hotel em que ela está hospedada. Ela não o perdoa e, em vez disso, diz a ele: “Desejo a você uma vida inteira aprendendo o que significa perdão.” Mais tarde, Olivia deixa para Clay uma mensagem de voz, ela estava bêbada, e disse que não era justo que Bryce fosse ao “baile” quando Hannah nunca o fez, ela diz que o quer morto e atiraria nele se ele pudesse. Presente: Olivia é questionada pela polícia sobre o assassinato de Bryce. Mais tarde, ela se encontra com Clay, onde ela conta algumas informações chocantes sobre a família de Bryce. Eles foram as pessoas que ligaram para a ICE na família de Tony para deportá-los. Olivia se encontra com Nora Walker na sua casa e conversam sobre como foi perder os filhos. Olivia diz a Nora que Bryce pediu perdão a ela, mas ela não podia perdoá-lo, porém, ela acredita que ele queria realmente mudar. Nora se desculpa por tudo. Olivia diz a ela que descobrir quem matou Bryce, não amenizar sua dor ou trazê-lo de volta. Suspeito: Olivia Baker por causa da mensagem de voz que deixou para Clay dizendo que Bryce merecia morrer, e que ela queria poder matá-lo. |              | |                   | |                      |
| 37 | 11           | "There Are a Few Things I Haven't Told You" "(Tem umas coisas que eu não te contei)" (BR)                                                               | Kevin Dowling     | Helen Shang | 23 de agosto de 2019 |
| Flashbacks: Bryce pede para Jess encontrá-lo nas docas após o jogo de boas vindas. Ele disse que tinha algo para dar a ela. Antes do jogo, Bryce entrou no vestiário de Liberty High para confrontar Monty sobre o que ele fez com Tyler. Bryce ameaça Monty e fala pra ele ficar longe de Tyler, ou ele deixará a polícia saber o que ele fez. A noite do jogo finalmente se revela. Jessica e seu clube começaram um protesto durante o jogo de futebol. Todas tiraram as roupas e se pintaram com marcas de mãos vermelhas. Um jogador de futebol agarrou os peitos de Jessica durante o protesto, e isso levou Justin e todo o time atacar a equipe da Hillcrest, explodindo em uma briga entre os times de futebol e outros estudantes, como Alex e Clay. Presente: Clay admite a seus pais a mensagem que ele enviou a Bryce após o jogo de boas vindas. Ele insiste que não teve nada a ver com o assassinato de Bryce. Seus pais acreditam nele, mas estão preocupados e dizem que vão conversar com Dennis para tentar consertar tudo. Os pais de todos começam a fazer perguntas aos filhos sobre onde eles estavam quando Bryce foi morto. Jess diz ao pai que ela ficou na cama a noite toda, no entanto, ela disse a Ani que ela estava com Justin naquela noite. Monty disse a Zach que ele estava na casa de Charlie, o que também era mentira. Zach afirma que ele estava com um amigo. Clay descobre que a polícia tem acessado suas buscar online, onde ele pesquisa como matar alguém, porém ele usaria essa informação para sua fanfic, mas como os policiais não sabem disso, isso levanta muita suspeita, e por isso Clay pede ajuda de Tony para fugir. Suspeito: Clay Jensen por causa das mensagens de texto encontradas em seu telefone. |              | |                   | |                      |
| 38 | 12           | "And Then the Hurricane Hit" "(E aí o furacão chegou)" (BR)                                                                                             | Kevin Dowling     | História por : Thomas Higgins & Hayley Tyler & Trevor Marti Smith Roteiro por : Allen MacDonald & M.K. Malone & Helen Shang                               | 23 de agosto de 2019 |
| Flashbacks: Clay observa Ani e Bryce se beijando. Mais tarde, Bryce ataca Zach por causa da Chloe, deixando Zach lesionado e assim ele teve que encerrar sua carreira no futebol. Ani derrama tinta vermelha em si mesma e corre para casa para removê-la. Zach encontra Bryce no píer e o ataca. Ele joga seu telefone no rio e deixa Bryce espancado e abandonado. Presente: Tyler convence Clay a ir a uma assembléia onde Jessica pede desculpas pelos protestos. Tyler e Justin revelam publicamente que são sobreviventes de agressão sexual. Em particular, Justin conta a Jessica sua experiência de infância. Clay é preso. Tyler relata seu ataque sexual à polícia. Monty é preso. Ani diz a Jessica que ela dormiu com Bryce. Zach se entrega à polícia, acreditando que ele matou Bryce. O delegado Standall revela que Bryce se afogou. Zach é libertado, mas é cobrado por agressão. Suspeita: Ani Achola por causa da tinta vermelha em suas roupas. |              | |                   | |                      |
| 39 | 13           | "Let the Dead Bury the Dead" "(Deixe os mortos enterrarem os mortos)" (BR)                                                                              | John T. Kretchmer | Brian Yorkey | 23 de agosto de 2019 |
| Flashbacks: Logo após o jogo de boas vindas, todos os álibis são revelados: Tony estava lavando dinheiro através do cartel mexicano para sua família deportada, Justin estava lidando e sofrendo a influência de drogas nas docas, e é revelado que Monty não estava na casa de Charlie, mas sim dormindo com Winston. Bryce, tendo sido espancado e abandonado no píer por Zach, é encontrado por Alex e Jessica, que ignoram os seus pedidos de ajuda, mas ele pede para que Jessica aceite um fita cassete, e ela aceita. Alex o ajuda a se levantar, mas quando Bryce ameaça retaliação contra Zach, Alex fica furioso e empurra Bryce para o lago, onde ele se afoga. Jessica termina seu relacionamento com Alex, após o qual ela vai para casa e Alex se encontra com Tyler no Rosie's Diner. Presente: Ani conta os detalhes das circunstâncias que levaram ao assassinato de Bryce ao deputado Standall, dizendo-lhe que Monty era responsável pelo assassinato, já que Monty havia ameaçado matá-lo mais cedo no jogo de boas-vindas. O deputado Standall revela que Monty foi encontrado morto em sua cela, e por isso Ani encoraja Standall a encerrar o caso rapidamente, culpando o assassinato por um homem já morto. O delegado Standall rapidamente deduz que Alex era o assassino, mas não menciona nada, e queima todas as roupas de Alex que ele estava vestindo na noite da morte de Bryce. Clay e a Sra. Walker concordam um com o outro, e Ani começa a namorar Clay. O grupo, que concordou em encobrir o envolvimento de Alex como assassino, toca a fita de Bryce, onde ele confessa seus estupros, mas mostra remorso por eles e pede desculpas, embora tenha chegado a um acordo de que ninguém lhe permitirá mudar. Tyler mostra seu projeto de fotografia no Monet's, como uma homenagem a todos que o ajudaram desde seu ataque sexual. Enquanto isso, Winston, irritado com a morte de Monty, confronta Ani por mentir para a polícia. Em outro lugar, um pescador encontra a sacola descartada de rifles de assalto que Clay, Tony e Tyler esconderam no rio durante o Spring Fling. Suspeito: Montgomery de la Cruz por causa da briga que teve com Bryce nos vestiários. |              | |                   | |                      |

## Trilha sonora

### Lista de músicas
| N.º | Título                       | Artista                | Duração |  |
| 1.  | "Teeth"                      | 5 Seconds of Summer    | 3:23    |  |
| 2.  | "Die A Little"               | YUNGBLUD               | 2:53    |  |
| 3.  | "f*ck, i'm lonely"           | Lauv ft Anne-Marie     | 3:19    |  |
| 4.  | "Severed"                    | The Decemberists       | 4:03    |  |
| 5.  | "Swim Home"                  | Cautious Clay          | 3:06    |  |
| 6.  | "Another Summer Without You" | Alexander 23           | 2:38    |  |
| 7.  | "Miss U"                     | Charli XCX             | 3:05    |  |
| 8.  | "Favorite Drug"              | Daydream Masi          | 3:29    |  |
| 9.  | "Keeping It In The Dark"     | Daya                   | 3:28    |  |
| 10. | "Young Forever"              | JR JR                  | 4:03    |  |
| 11. | "All That"                   | Drama Relax ft Jeremih | 2:53    |  |
| 12. | "This Baby Don't Cry"        | K.Flay                 | 3:04    |  |
| 13. | "Walk Forever By My Side"    | Twin Shadow            | 3:56    |  |
| 14. | "Slaves Of Fear"             | HEALTH                 | 4:53    |  |
| 15. | "All Your Life"              | Angelo de Augustino    | 4:25    |  |
| 16. | "Culture"                    | Hembree                | 3:13    |  |
| 17. | "Still Want To Be Here"      | Frightened Rabbit      | 3:52    |  |
| 18. | "Ordinary World"             | Eskmo ft. White Sea    | 4:05    |  |

## Produção

### Desenvolvimento
Em 6 de junho de 2018, a Netflix renovou a série para a terceira temporada, que foi lançada em 23 de agosto de 2019. A temporada foi dedicada ao produtor executivo Steve Golin (fundador e CEO da Anonymous Content), que morreu de sarcoma de Ewing em 21 de abril de 2019, quatro meses antes do lançamento da terceira temporada.

### Casting
Em setembro de 2018, Timothy Granaderos e Brenda Strong foram promovidos ao elenco principal para a 3.ª temporada, depois de desempenharem papéis recorrentes nas temporadas anteriores.

### Filmagens
As filmagens para a terceira temporada começaram em 12 de agosto de 2018, mas foram interrompidas devido a um incêndio que aconteceu na Califórnia. As filmagens estavam programadas para serem concluídas em 6 de fevereiro de 2019.

## Recepção
A terceira temporada recebeu críticas extremamente negativas de críticos e público, com críticas direcionadas à falta de necessidade, à má execução de seus tópicos, incluindo o estupro de Tyler no episódio final da temporada anterior, o novo personagem de Ani, a redenção simpática de Bryce e a conclusão. No entanto, alguns elogiaram os aspectos técnicos e os desempenhos (particularmente os de Prentice, Druid e Strong).
O agregador de comentários Rotten Tomatoes reporta uma classificação de aprovação de 11%, com uma classificação média de 1,43/10, com base em 18 avaliações. O consenso crítico do site diz: "13 Reasons Why tenta fugir de suas duas primeiras temporadas apenas para se tornar uma bagunça melodramática de um mistério de assassinato."
No Metacritic, a temporada tem uma pontuação média de 23 em 100, com base em 4 críticos, indicando "críticas geralmente desfavoráveis".